# Walter Johnson (giocatore di football americano)
Walter Johnson III (Cincinnati, 13 novembre 1942 – 29 giugno 1999) è stato un giocatore di football americano e wrestler statunitense che ha militato nel ruolo di defensive tackle nella National Football League (NFL).

## Carriera
Johnson fu scelto dai Cleveland Browns nel corso del secondo giro (27º assoluto) del Draft NFL 1965. Vi giocò per quasi tutta la carriera, tranne un'ultima stagione nel 1977 con i Cincinnati Bengals della sua città natale, venendo convocato per tre Pro Bowl consecutivi dal 1967 al 1969.
Nel wrestling Johnson iniziò la carriera nel 1968. Il suo incontro più famoso fu contro il linebacker Ron Pritchard il 16 febbraio 1974, vincendo per squalifica. Lottò anche nella New Japan Pro-Wrestling e continuò a combattere fino al 1984.

## Palmarès
- Convocazioni al Pro Bowl: 3

1967, 1968, 1969
- Second-team All-Pro: 1

1968
- College Football Hall of Fame